# Alaine Laughton
Alaine Laughton (New Jersey, 21 september 1978), vooral bekend onder haar voornaam Alaine, is een Amerikaanse reggaezangeres en -schrijfster. Zij werd geboren in New Jersey, maar verhuisde op driejarige leeftijd naar Jamaica.

## 1998-2004
In 1998 verscheen Laughton in de film Clara's Heart samen met Whoopi Goldberg. Eind jaren 90 en in de jaren na 2000 woonde ze in de Verenigde Staten. In de zomer van 2004 verhuisde ze terug naar Jamaica om zich te richten op haar eigen muziek, naast haar werk als investeringsbankier bij JPMorgan Chase. Later ging ze samenwerken met Craig "Serani" Marsch. Hierna kwam tevens haar eerste nummer op de radio.

## 2005-heden
In 2005 bracht de single No Ordinary Love op Don Corleons Seasonds Riddim (Sean Paul, T.O.K.) een doorbraak in de reggaewereld voor Alaine, en snel daarna werd zij geroemd om haar talent. De single kwam hoog in de Jamaicaanse hitlijsten te staan en tevens in Britse hitlijsten. Ook haar andere singles Deeper, Chaka Chaka Love, Heavenly, Wine en Love sound, een duet met Beres Hammond, deden het goed.
In 2005 stond Alaine op het Reggae Sumfest in Montego Bay in Jamaica. Ook heeft ze gesproken over hiv en veilige seks op middelbare scholen in Jamaica, en zal ze als een van de twintig artiesen in de film Made in Jamaica, geregisseerd door Jerome Lapperrouzas.
Haar debuutalbum, getiteld Sacrifice, kwam uit in 2008. Haar nieuwe album Luv a Dub is in augustus 2009 uitgekomen in Japan.

## Discografie
Sacrifice (2007)
1. Rise in Love
2. Sacrifice
3. Ride - Alaine, Tony Matterhorn
4. Baby Love
5. Deeper
6. Wine
7. Make Me Weak
8. Obsessed
9. Heavenly
10. No Ordinary Love
11. Keep Lovin You
12. Ya Ya (I Want It)
13. Give You
14. Anything
15. Earth Cry
16. Sacrifice [TC Movements Remix]

Luv A Dub (2009)
1. Without You
2. Color Blind
3. Forever More - Alaine, Tarrus Riley
4. Never Done
5. Over U
6. Love Of A Lifetime
7. Flash Back To Dancehall
8. Spin Me
9. Luv A Dub - Alaine, Buju Banton
10. No Ordinary Love [Remix]
11. Sincerely
12. Follow U
13. Shame On Both Of Us
14. Mama
15. Speak Love

### Samenwerkingen
- Beenie Man feat. Alaine - Dreaming Of You
- Busy Signal Feat. Alaine - I Love Yuh
- Alaine feat. Tony Matterhorn - Ride
- Wayne Marshall feat. Alaine - Dying For A Cure
- Alaine feat. Tarrus Riley - Forever More
- Movado feat. Alaine - HeartBeat
- Machael Montano feat. Alaine - Tonight
- Beres Hammond feat. Alaine - Love Sound
- Alaine feat. 8 Bars - Flashback to Dancehall
- Alaine feat. Buju Banton - Luv A Dub
- Alaine feat Chino - Me and you (secret)

## Persoonlijk
Alaines ouders zijn Jamaicanen van Afrikaanse, Britse en Taínoafkomst. Zelf woont ze ook in Jamaica.